# Syðrugøta
Syðrugøta (dánul: Sydregøte) település Feröer Eysturoy nevű szigetén. Közigazgatásilag Eystur községhez tartozik.

## Földrajz
Syðrugøta (az egykori Gøta község többi településéhez hasonlóan) a sziget délkeleti részén, a Gøtuvík fjord végén fekszik. Homokos tengerpartja Feröeren ritkaságszámba megy.

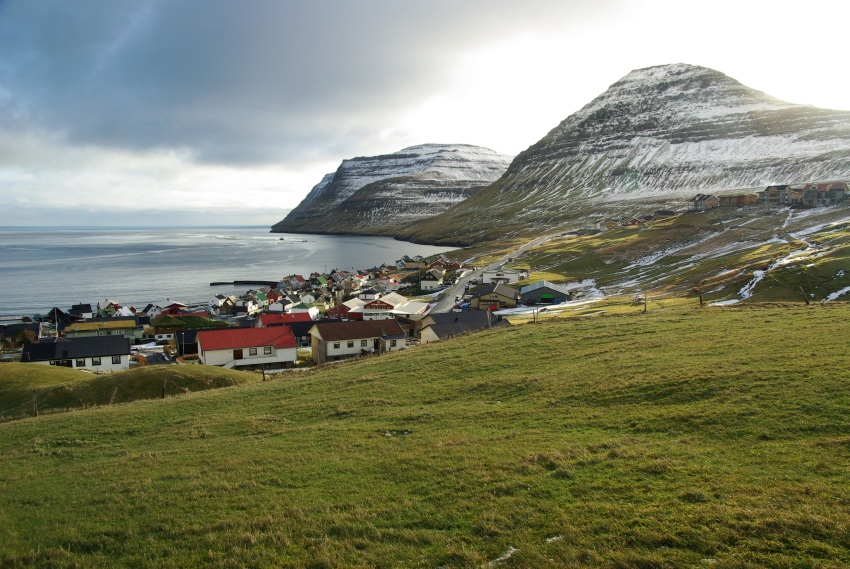
Syðrugøta látképe

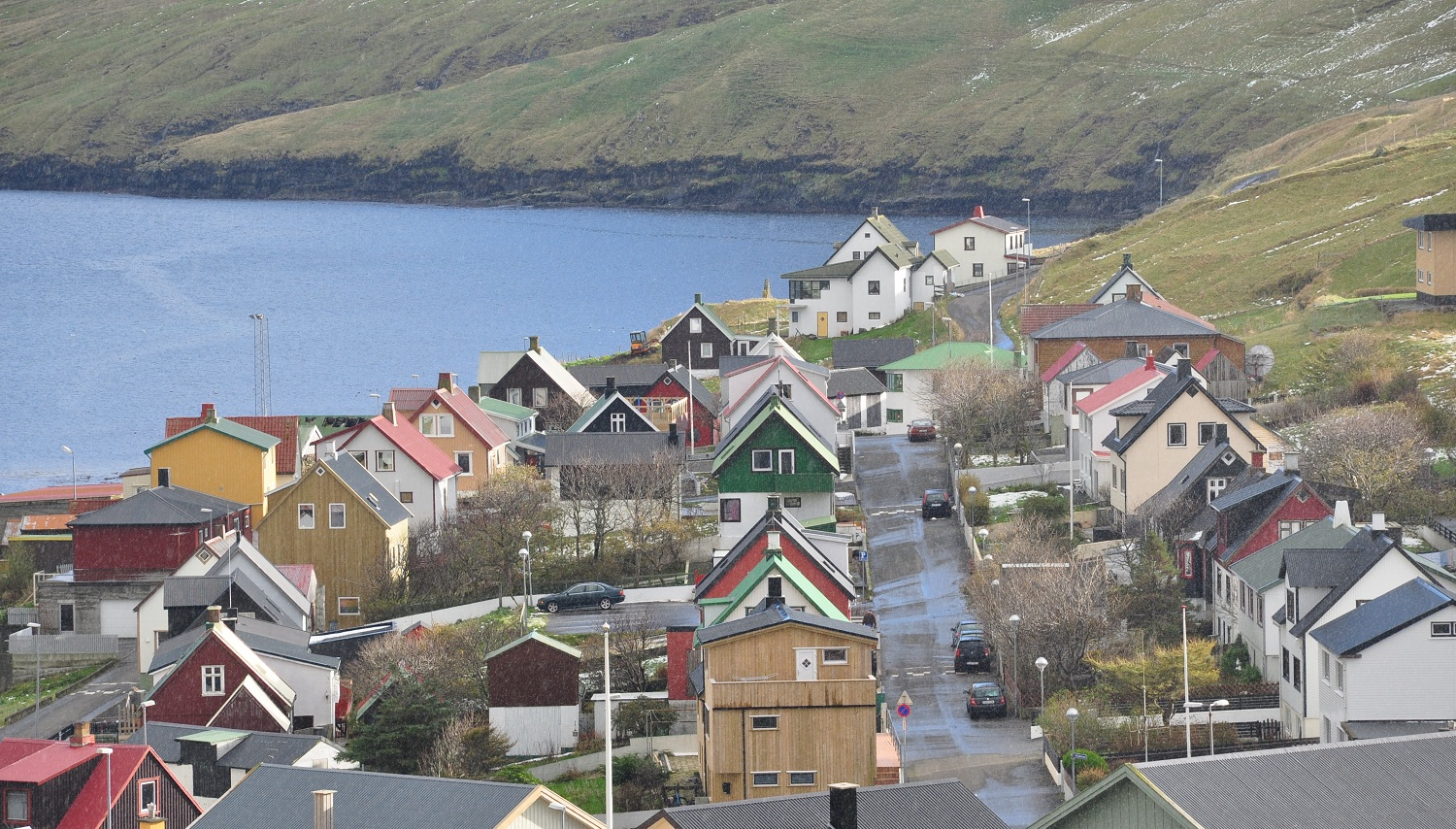
Utca Syðrugøtában

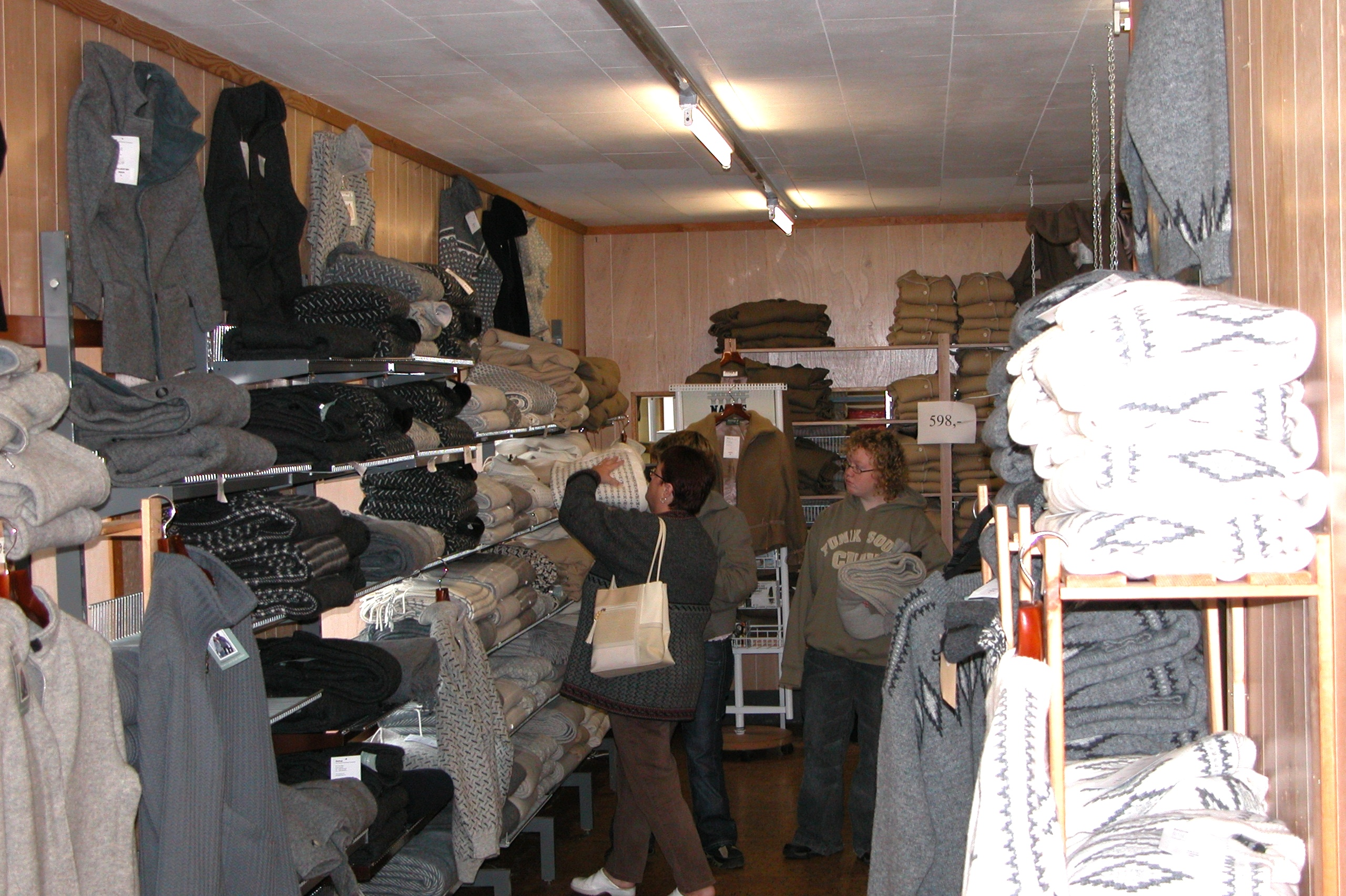
A Tøting gyapjúruházati boltja

A szomszédos Gøtugjógv és Norðragøta településekkel együtt gyakran Gøta névvel illetik. A Gøta név jelentése „út”, mivel itt húzódott a Skálafjørðurt az északi és keleti településekkel összekötő országút. A név első fele arra utal, hogy az eredeti két település közül ez a délebbi (és Norðragøta az északabbi); Gøtugjógv később alakult ki. Egy monda szerint a templom eredetileg itt volt, és egy bűntény miatt helyezték át Norðragøtába. Egy biztos, hogy az egykori templom és temető helye ma is felfedezhető. A település eredetileg két részből állt, ezek Niðri við Hús és úti í Grógv, de már régóta teljesen összenőttek.
Viharos keleti vagy délkeleti szél esetén erős hullámverés van a parton. Norðragøta kedvezőbb fekvésű, ezért ott épült fel a község kikötője.

## Történelem
Ásatások tanúsága szerint a település a viking kor óta lakott. Első írásos említése 1584-ből származik.
A falu közbirtokossági területén épült fel 1860 körül egy új település, Undir Gøtueiði. Syðrugøta egyébként nagy területtel rendelkezik, amelynek északi vége és a falu között elég nagy a távolság. Egy monda szerint az északi részén volt egy ház tűzhellyel, hogy ha valaki már nem tud hazatérni sötétedés előtt, ott éjszakázhasson. Egy falubeli pásztor, Jákup Dintil arról volt híres, hogy rendkívül gyorsan lovagol. Épp a házban tartózkodott, amikor két birkatolvaj lépett be. Gyorsasága miatt sikerült elmenekülnie, és jelentenie az esetet a faluban.
2009. január 1. óta Eystur község része, előtte Gøta községhez (Gøtu kommuna) tartozott.

## Népesség
| Év              | Lakosság |
| --------------- | -------- |
| 1986. január 1. | 371      |
| 1991. január 1. | 366      |
| 1996. január 1. | 343      |
| 2001. január 1. | 365      |
| 2006. január 1. | 406      |

## Gazdaság
Itt található a Tøting kötöde, ahol hagyományos gyapjútermékeket állítanak elő.

## Kultúra
A homokos parton rendezik meg minden nyáron Jón Tyril (az egykori Clickhaze rockegyüttes tagja) szervezésében a G! Festivalt, amely évről évre több fiatalt vonz: 2005-ben már 6000 vendéget. Neves külföldi együttesek is fellépnek, például a Europe és a Nephew.

## Személyek
- Itt született Eivør Pálsdóttir (1983–), énekesnő

### Külső hivatkozások
- faroeislands.dk – fényképek és leírás
- Syðrugøta, Visit Eysturoy (feröeri, angol)
- Syðrugøta – Stamp 2006[halott link] (angol)
- Syðrugøta, Eystur község (feröeri)
- Panorámakép a homokos strandról Archiválva 2021. január 16-i dátummal a Wayback Machine-ben (dán)
- Syðrugøta, fallingrain.com (angol)